# Aleksandr Driewin
Aleksandr Dawydowicz Driewin (ros. Александр Давыдович Древин, łot. Aleksandrs Rūdolfs Drēviņš, ur. 1889 w Wenden, zm. 16 lub 26 lutego 1938 w Butowie) – łotewski i rosyjski malarz.

## Życiorys

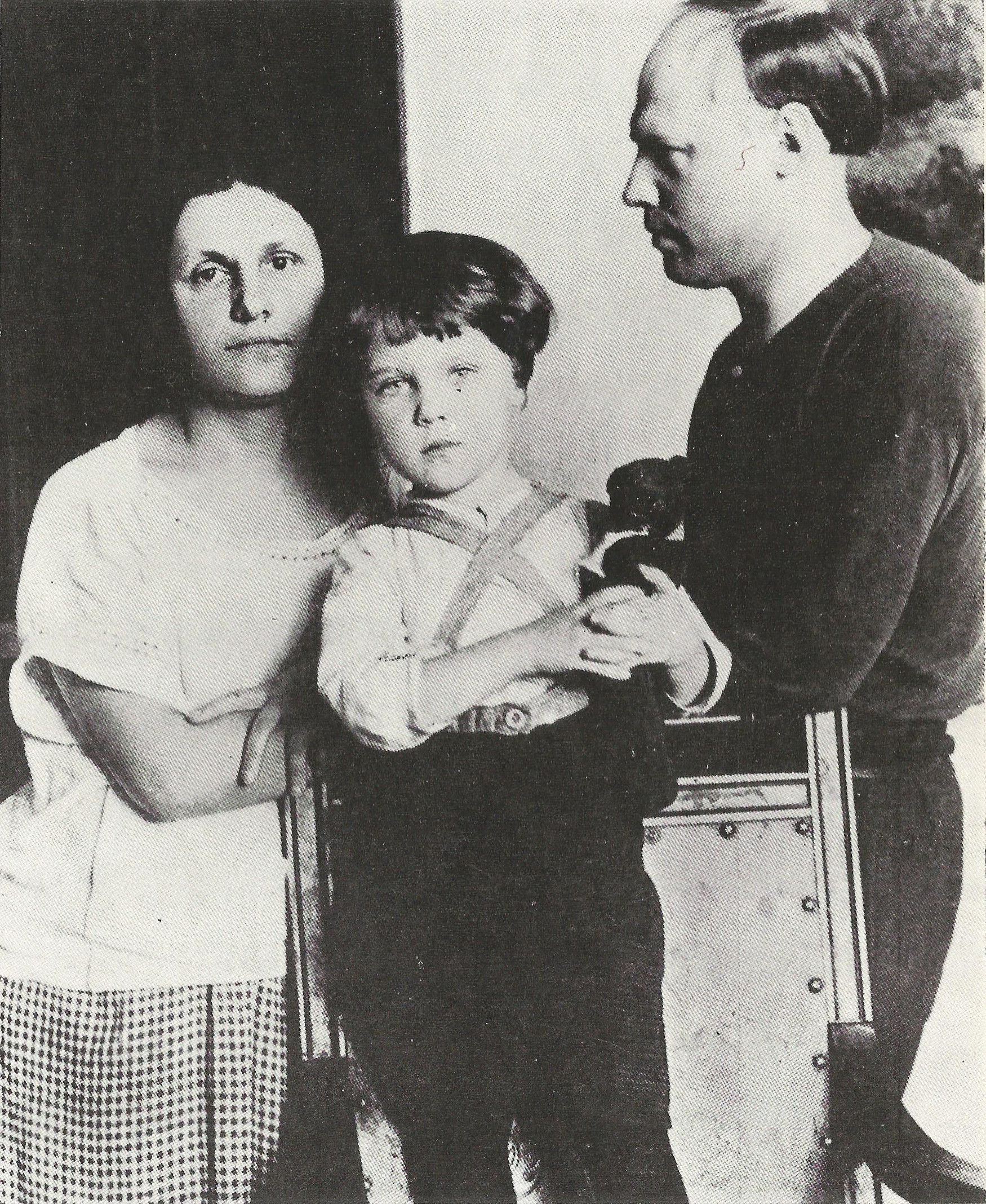
Driewin z rodziną: żoną Nadieżdżą Udalcową i synem, 1925 rok.

W latach 1904–1907 uczył się w szkole nawigacji w Rydze. Brał udział w wydarzeniach rewolucyjnych, za co trafił w 1906 roku do więzienia. W latach 1908–1913 studiował w akademii w Rydze pod kierunkiem Vilhelmsa Purvītisa. W 1915 roku wyjechał do Moskwy, gdzie zgłębiał różne kierunki awangardy. Karierę malarską w Moskwie rozpoczął od wystawienia cyklu obrazów olejnych pod tytułem Uchodźcy. Należał do grup artystycznych Mir iskusstwa i Bubnowyj Walet, a w 1926 roku dołączył do Stowarzyszenia Artystów Rewolucyjnej Rosji. Angażował się w założenie muzeum poświęconego sztuce współczesnej. W 1920 roku ożenił się z artystką awangardową Nadieżdą Udalcową; po roku parze urodził się syn Andriej, przyszły rzeźbiarz. W tym czasie Driewin zaczął poszukiwać własnego stylu, ostatecznie skupiając się na malowaniu pejzaży. W latach 1920–1932 wykładał malarstwo na Wchutiemasie i Wchutieinie, następnie został odsunięty od prowadzenia zajęć ze względu na swoje poglądy dotyczące sztuki, w których sprzeciwiał się socrealizmowi. W latach 1929–1932 podróżował z Udalcową po górach Ałtaj, co zainspirowało Udalcową do stworzenia cyklu ekspresjonistycznych pejzaży, w których widać inspirację pracami Driewina. W 1929 roku zaangażował się w prace nowo powstałego łotewskiego związku kulturalno-oświatowego „Prometeusz”.
Pod koniec 1937 roku łotewska diaspora artystów zaczęła być prześladowana przez NKWD, rozwiązano także „Prometeusza”. 17 stycznia 1938 Driewin został aresztowany, a 16 (lub 26) lutego rozstrzelany na poligonie w Butowie. Jego prace ukryto w archiwach Galerii Tretiakowskiej i Państwowego Muzeum Rosyjskiego. Prace pozostawione w domu ochroniła przed konfiskatą Udalcowa, przekonując, iż są to dzieła jej autorstwa.
Driewina zrehabilitowano w drugiej połowie lat 50. W rezultacie jego prace zaczęły znów pojawiać się w galeriach, choć pierwsza wystawa indywidualna odbyła się dopiero w 1979 roku. Od tego czasu jego prace wystawiane są w światowych galeriach, w tym w Muzeum Guggenheima w Nowym Jorku. Jego obrazy znajdują się w kolekcjach Łotewskiego Narodowego Muzeum Sztuki, Galerii Tretiakowskiej i Muzeum Rosyjskiego.
W 2019 roku odsłonięto w Moskwie tablicę upamiętniającą Driewina. Znajduje się na domu, w którym mieszkał, gdy w 1938 roku został aresztowany.

## Galeria

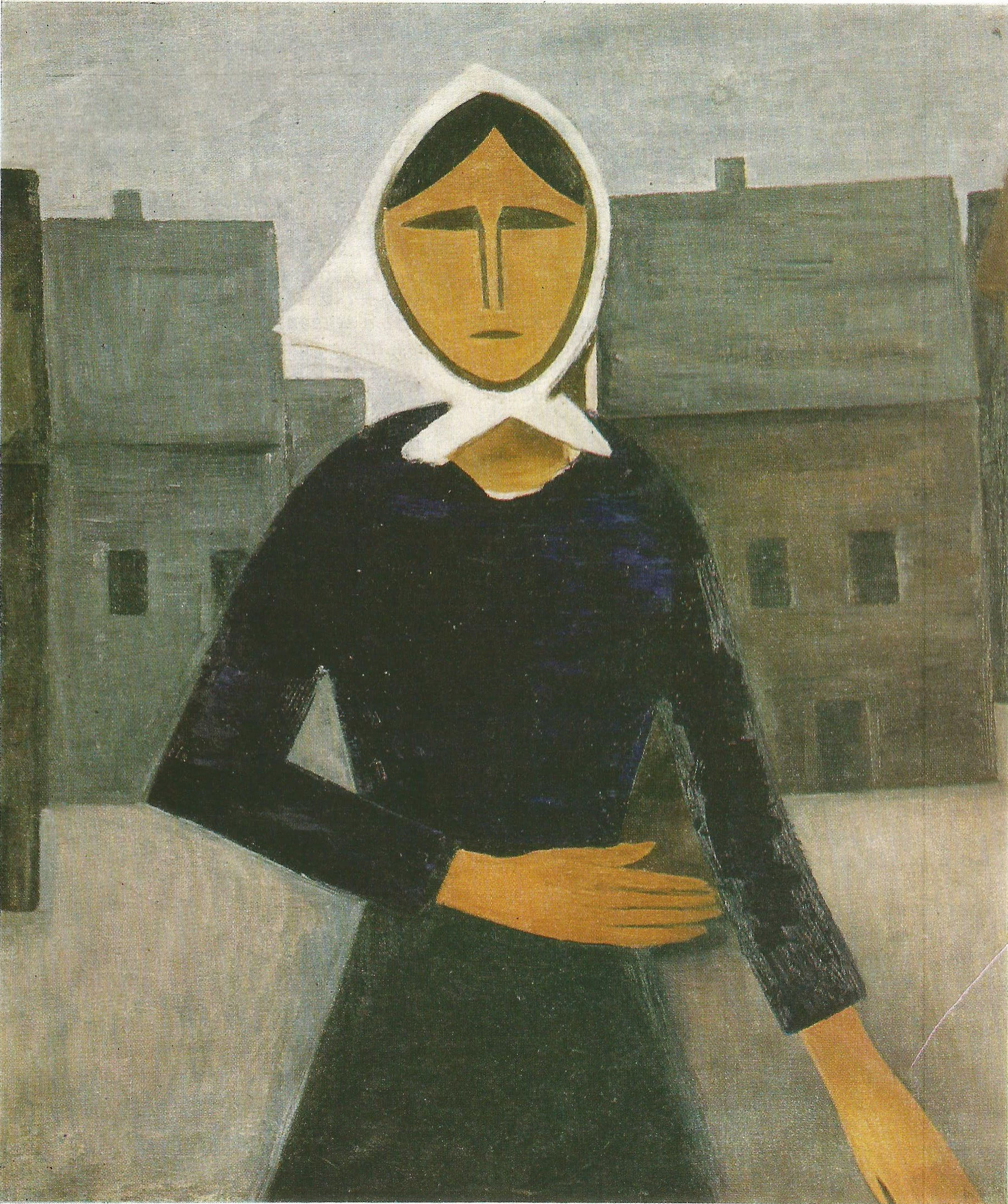
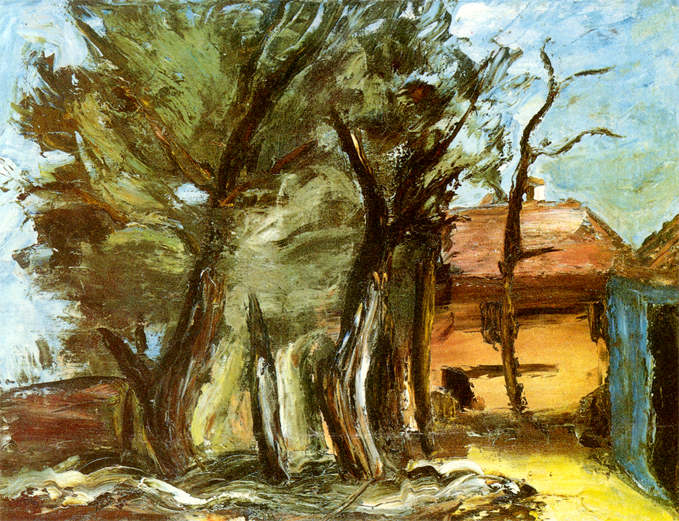
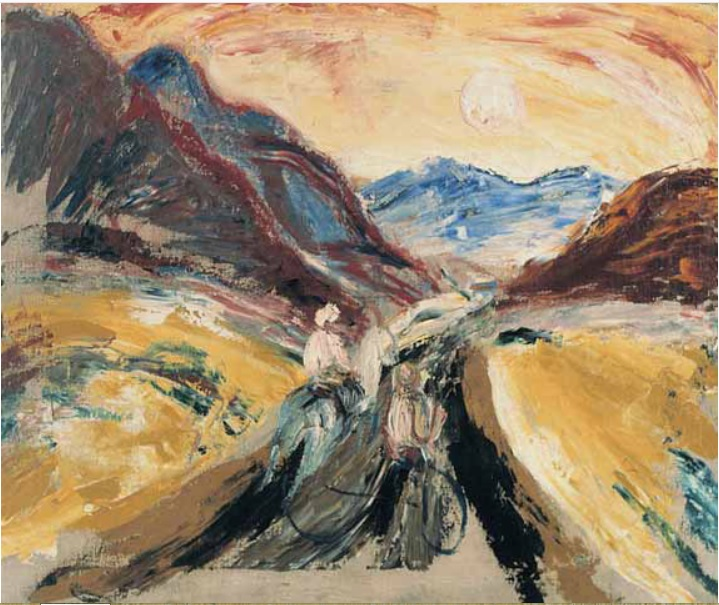
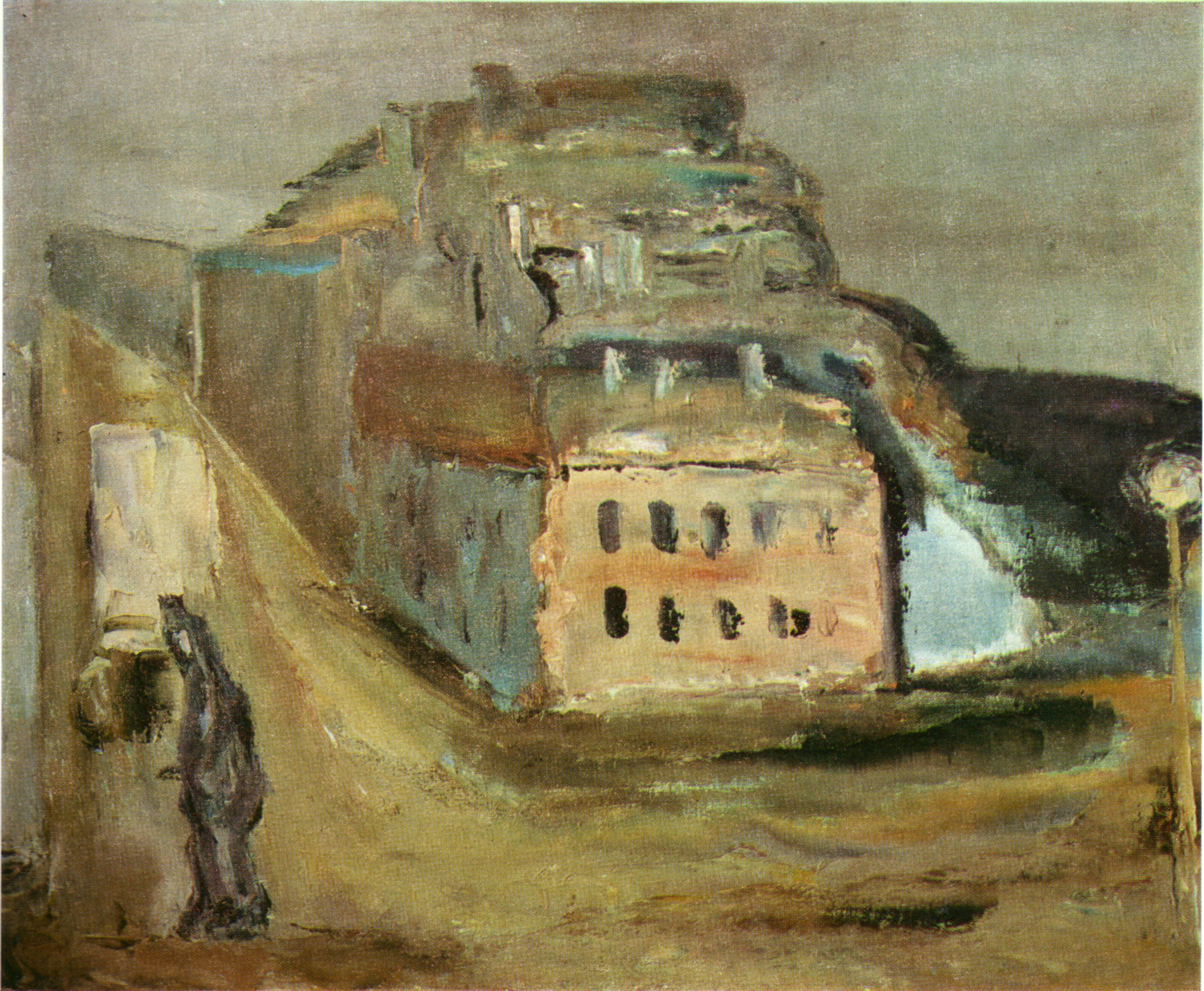
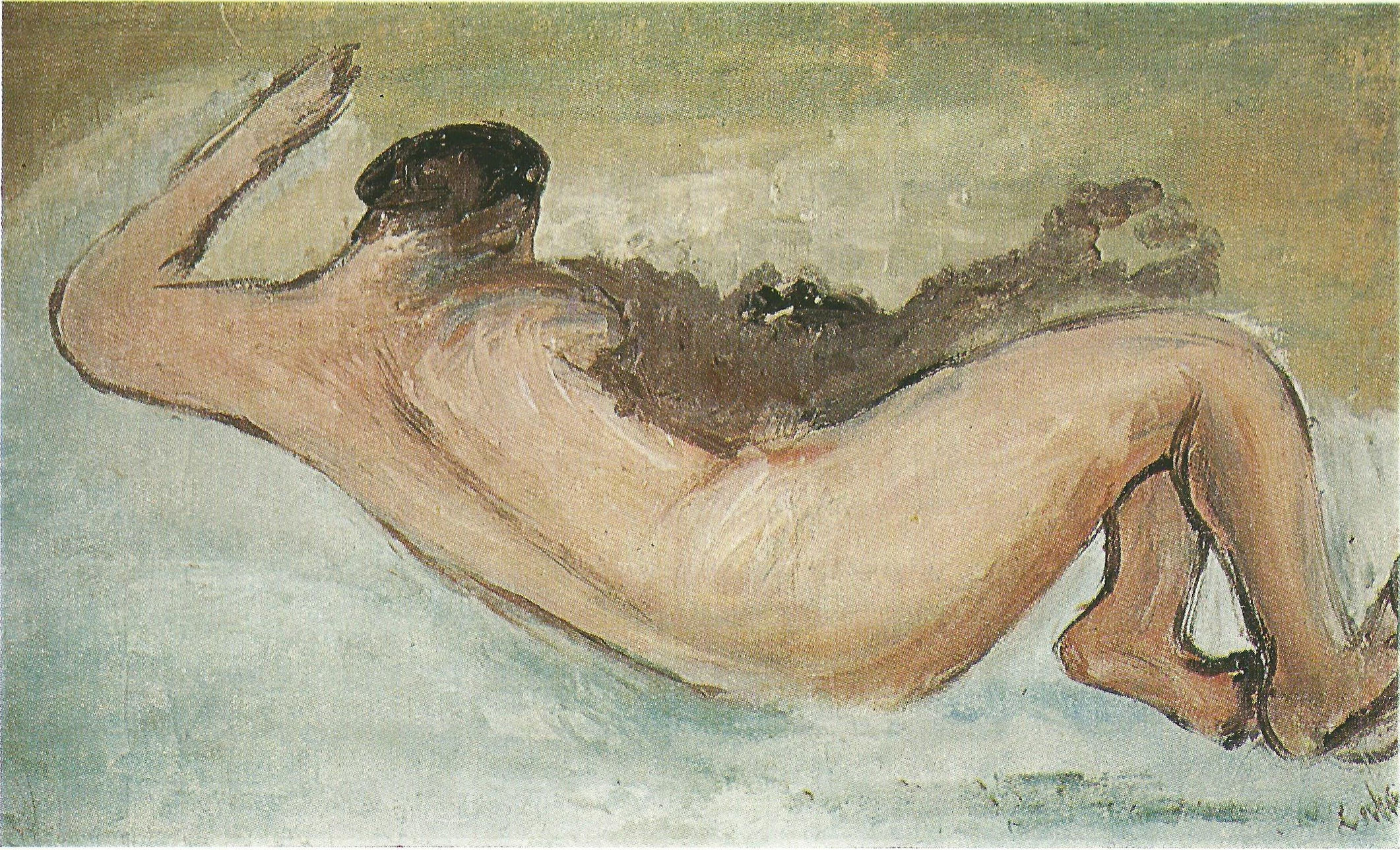